# Минтърн
Минтърн (на английски: Minturn) е град в окръг Игъл, щата Колорадо, САЩ. Минтърн е с население от 1068 жители (2000) и обща площ от 3,6 km². Намира се на 2396 m надморска височина. ЗИП кодът му е 81645, а телефонният му код е 970.